# 太湖街道 (长兴县)
太湖街道是中华人民共和国浙江省湖州市長興縣下辖的一个街道办事处。
2012年5月29日，浙江省人民政府批复撤销雉城镇建制，其行政区域改由长兴县政府直辖。
2012年5月31日，湖州市人民政府批复同意在原雉城镇区域内设立雉城、画溪和太湖3个街道。太湖街道辖晨光、新溪2个社区，杨湾、杨庄、陈塘、上莘桥、王浜头、陆汇头、五里桥、南庄、白溪、陆家㘰、官㘰、八字桥、留下等13个居民区，新塘、彭城、沉渎港、南张浜、钱家㘰、新开河、祥符㘰、霞城等8个行政村，办事处驻上莘桥居民区。

## 行政区划
太湖街道下辖以下村级行政区划单位：
杨湾社区、陈塘社区、杨庄社区、上莘桥社区、官㘰社区、八字桥社区、王浜头社区、五里桥社区、陆汇头社区、留下社区、南庄社区、白溪社区、陆家㘰社区、新溪社区、晨光社区、新塘村、南张浜村、彭城村、沉渎港村、钱家㘰村、霞城村、祥符㘰村和新开河村。